# جواتابي

جواتابي هي بلدة وبلدية تقع في المنطقة الفرعية الشرقية في إدارة أنتيوكيا،كولومبيا، تحدها من الشمال بلديتا أليخاندريا وكونسيبسيون، ومن الشرق بلديتا سان رافائيل وسان كارلوس، ومن الجنوب بلديتا غرناطة وإل بينول، ومن الغرب إل بينول، تبعد عاصمتها 79 كيلومترًا عن مدينة ميديلين، عاصمة الإدارة، وتبلغ مساحتها 76 كيلومترًا مربعًا .